# Markéta Vondroušová
Markéta Vondroušová (Sokolov, 28 de junio de 1999) es una tenista profesional checa, campeona de Wimbledon 2023. Su mejor clasificación en individuales es el número 6 de la WTA. Vondroušová es la primera mujer no cabeza de serie en ganar el título individual en Wimbledon, torneo que ganó en 2023. También fue subcampeona del Abierto de Francia de 2019, donde se convirtió en la primera finalista adolescente de un major en casi una década. Ha ganado dos títulos individuales de seis finales en el WTA Tour y una medalla de plata en los Juegos Olímpicos de Tokio 2020. Vondroušová fue número 1 mundial júnior y ganó dos grandes títulos de dobles. Tuvo una rápida irrupción en el WTA Tour, ganando el Ladies Open Biel Bienne 2017 a los 17 años en solo el segundo evento individual de su carrera en el WTA Tour. Esto la ayudó a alcanzar el top 100 de la clasificación de la WTA antes de cumplir los 18 años. Vondroušová luchó contra las lesiones al principio de su carrera, sobre todo perdiéndose la segunda mitad de la temporada 2019 poco después de su final del Abierto de Francia. Su tiro característico es la dejada. Es una de las mejores devolvedoras del circuito, habiendo liderado el circuito en porcentaje de juegos de devolución ganados y porcentaje de puntos de devolución ganados en 2019 entre todas las jugadoras con al menos diez partidos.

## Carrera profesional
Vondroušová empezó a jugar en el circuito femenino de la ITF en mayo de 2014, a los 14 años, y se clasificó para su primer cuadro principal ese mismo año. En 2015, Vondroušová ganó el evento del Abierto de Australia dobles femenino júnior con su compatriota Miriam Kolodziejová, derrotando a Katharina Hobgarski y Greet Minnen en la final. En el mismo año, ganaron el evento de Roland Garros dobles femenino júnior, donde se enfrentaron a Caroline Dolehide y Katerina Stewart en la final. Vondroušová hizo su debut en un cuadro principal de la WTA en dobles en el Torneo WTA de Praga 2015, asociada con Kateřina Vaňková. La pareja perdió su partido de la primera ronda contra Kateryna Bondarenko y Eva Hrdinová. Un año más tarde, Vondroušová hizo su debut en la WTA en individuales en el Torneo WTA de Praga 2016, donde derrotó a Océane Dodin, perdiendo en segunda ronda ante la eventual finalista del torneo Samantha Stosur.
En 2017, Vondroušová jugó su primer partido del año en la WTA, entrando a la clasificación del torneo de Torneo de Biel 2017 donde ganó sus tres partidos de clasificación venciendo a Tessah Andrianjafitrimo en primera ronda, a la cabeza de serie n.º 3 Aryna Sabalenka en segunda ronda y el partido final con Jasmine Paolini para entrar a su primer cuadro principal del año. Luego enfrentaría a la cabeza de serie n.º 6 Alizé Cornet pero Cornet se dio de baja y en su lugar entró Lina Gjorcheska quien derrotó en primera ronda y camiNo.a la final derrota a Annika Beck en segunda ronda, Kristýna Plíšková en cuartos de final, a la cabeza de serie n.º 1 del torneo y n.º 18 del mundo Barbora Strýcová en semifinales y en la final derrotó a Anett Kontaveit para ganar su primer título WTA del año y de su carrera. Vondroušová ganó el torneo si perder un set en el cuadro principal.
El 15 de julio del 2023 ganó el prestigioso Campeonato de Wimbledon, derrotando en la final (6-4, 6-4) a Ons Jabeur. Paradójicamente, Vondroušová,  quien se convirtió en la primera No.cabeza de serie en la Era Open en alcanzar una final de Wimbledon, se había planteado no realizar la gira de hierba y además se convirtió en la tercera tenista checa en ser campeona, por detrás de Martina Navratilova y Petra Kvitova. Tras alcanzar por primera vez los cuartos de final en el Abierto de Estados Unidos, el 11 de septiembre de 2023 alcanzó un nuevo récord en su carrera al situarse en el número 6 del mundo. El 21 de diciembre de 2023, Vondroušová fue nombrada "Deportista del año" en los premios Deportista del Año 2023 de la República Checa.
En 2024, la edición checa de Forbes incluyó a Vondroušová en su lista 30 under 30: Los 30 checos con menos de 30 años con más talento.

## Torneos de Grand Slam

### Individual

#### Títulos (1)
| Año  | Campeonato | Oponente en la final | Resultado |
| 2023 | Wimbledon  | Ons Jabeur           | 6-4, 6-4  |

#### Finalista (1)
| Año  | Campeonato    | Oponente en la final | Resultado |
| 2019 | Roland Garros | Ashleigh Barty       | 1-6, 3-6  |

## Juegos Olímpicos

### Individual

#### Medalla de plata
| Año  | Campeonato | Oponente en la final | Resultado     |
| 2021 | Tokio 2020 | Belinda Bencic       | 5-7, 6-2, 3-6 |

## Títulos WTA (3; 3+0)

### Individual (3)
| Leyenda                                |
| -------------------------------------- |
| Grand Slam (1)                         |
| Juegos Olímpicos (0)                   |
| WTA Finals (0)                         |
| P. Mandatory & Premier 5, WTA 1000 (0) |
| Premier, WTA 500 (1)                   |
| International, WTA 250 (1)             |

| No. | Fecha               | Torneo    | Superficie | Oponente en la final | Resultado         |
| 1.  | 16 de abril de 2017 | Biel      | Dura (i)   | Anett Kontaveit      | 6-4, 7-6(6)       |
| 2.  | 15 de julio de 2023 | Wimbledon | Hierba     | Ons Jabeur           | 6-4, 6-4          |
| 3.  | 22 de junio de 2025 | Berlín    | Hierba     | Wang Xinyu           | 7-6(10), 4-6, 6-2 |

#### Finalista (4)
| No. | Fecha                 | Torneo            | Superficie    | Oponente en la final | Resultado     |
| 1.  | 24 de febrero de 2019 | Budapest          | Dura (i)      | Alison Van Uytvanck  | 6-1, 5-7, 2-6 |
| 2.  | 28 de abril de 2019   | Estambul          | Tierra batida | Petra Martić         | 6-1, 4-6, 1-6 |
| 3.  | 8 de junio de 2019    | Roland Garros     | Tierra batida | Ashleigh Barty       | 1-6, 3-6      |
| 4.  | 31 de julio de 2021   | JJ.OO. Tokio 2020 | Dura          | Belinda Bencic       | 5-7, 6-2, 3-6 |

### Dobles (0)
| Leyenda                                |
| Grand Slam (0)                         |
| Juegos Olímpicos (0)                   |
| WTA Finals (0)                         |
| P. Mandatory & Premier 5, WTA 1000 (0) |
| Premier, WTA 500 (0)                   |
| International, WTA 250 (0)             |

#### Finalista (3)
| N.º | Fecha               | Torneo      | Superficie    | Pareja              | Oponentes en la final         | Resultado           |
| --- | ------------------- | ----------- | ------------- | ------------------- | ----------------------------- | ------------------- |
| 1.  | 16 de mayo de 2021  | Roma        | Tierra batida | Kristina Mladenovic | Sharon Fichman Giuliana Olmos | 6-4, 5-7, [5-10]    |
| 2.  | 14 de enero de 2022 | Adelaida II | Dura          | Tereza Martincová   | Eri Hozumi Makoto Ninomiya    | 6-1, 6-7(4), [7-10] |
| 3.  | 25 de junio de 2023 | Berlín      | Hierba        | Kateřina Siniaková  | Caroline Garcia Luisa Stefani | 6-4, 6-7(8), [4-10] |

- Esta obra contiene una traducción parcial derivada de «Markéta Vondroušová» de Wikipedia en inglés, concretamente de esta versión, publicada por sus editores bajo la Licencia de documentación libre de GNU y la Licencia Creative Commons Atribución-CompartirIgual 4.0 Internacional.

- Wikimedia Commons alberga una categoría multimedia sobre Markéta Vondroušová.